# Trajan Rittershaus

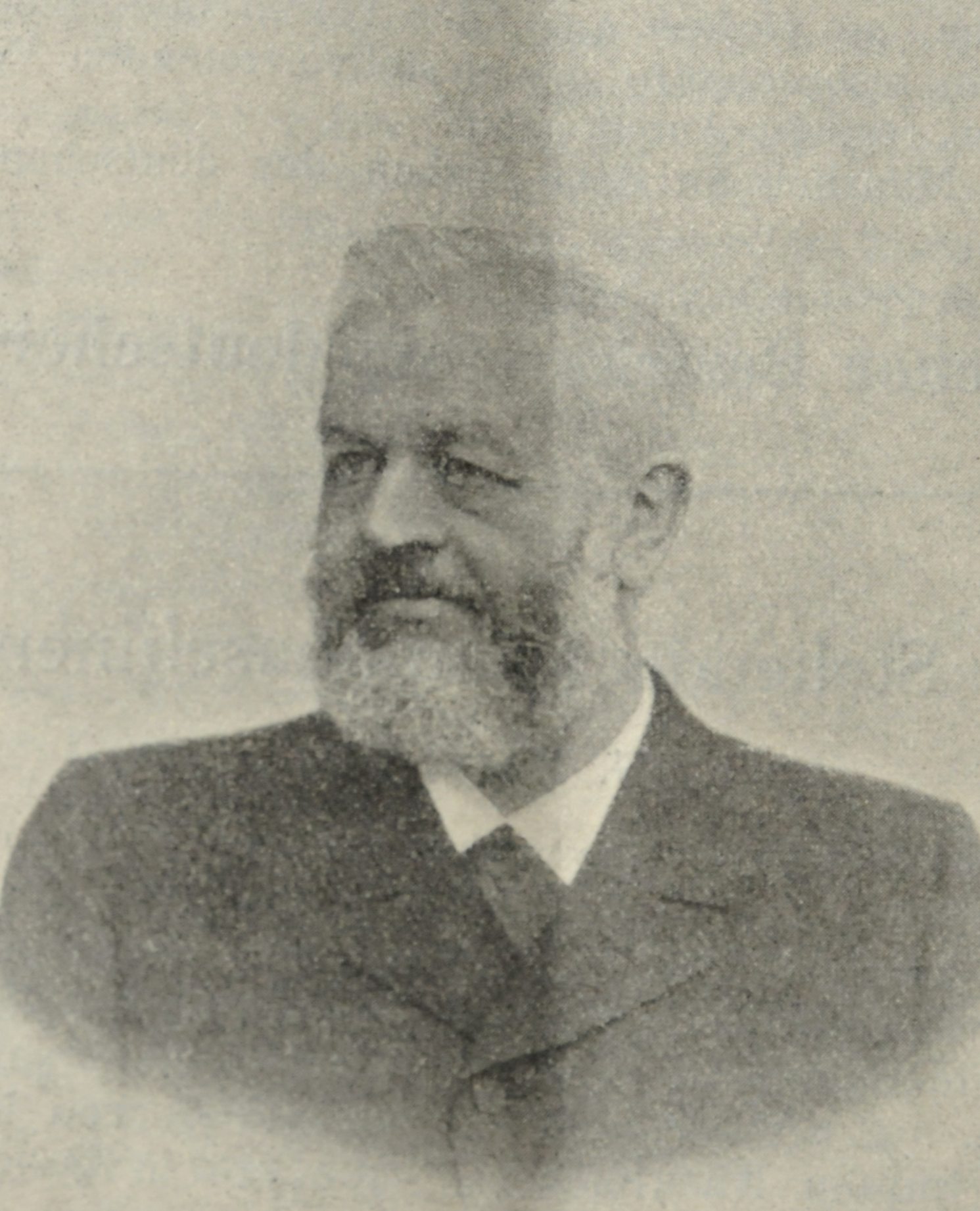
Trajan Rittershaus

Hermann Trajan Rittershaus (* 15. Juni 1843 in Dortmund; † 28. Februar 1899 in Dresden) war ein Hochschullehrer des Maschinenbaus.

## Leben
Trajan Rittershaus besuchte das Gymnasium und die Realschule erster Ordnung in Dortmund. 1861 begann er das Studium der Ingenieurwissenschaften an der Provinzialgewerbeschule Koblenz. Er unterbrach das Studium für eine einjährige praktische Tätigkeit in der Reparaturwerkstatt der Köln-Mindener Eisenbahn-Gesellschaft und ging anschließend an das Polytechnikum Zürich. Hier schloss er sich dem Corps Rhenania an. Er gehörte einer sechsköpfigen Kommission der Studentenschaft des Polytechnikums an, die am 27. Juli 1864 in einer schriftlichen Erklärung, die einen Tag später als Flugblatt verteilt wurde, von der Direktion des eidgenössischen Polytechnikums den Rücktritt von Professor Bolley vom Direktorat und die Zurücknahme von erfolgten Wegweisungen verlangte. Die Forderungen der Kommission, die durch die Unterschriften von 350 Studenten unterstützt worden waren, wurden abgelehnt. Die Mitglieder der Kommission wurden vom Schulrat relegiert. Als die Relegationen nicht zurückgenommen wurden, kam es am 2. August 1864 zum historischen Auszug der Studenten des Polytechnikums nach Rapperswil.
Nach seiner Relegation folgte er Franz Reuleaux, Professor am Polytechnikum Zürich, der 1864 einen Ruf an die Gewerbeakademie Berlin erhalten hatte, nach Berlin, wobei er gleichzeitig Vorlesungen der Mathematik an der Friedrich-Wilhelms-Universität hörte. Nach Abschluss des Studiums in Berlin ging er für einen längeren Studienaufenthalt nach England an verschiedene Hochschulen des Maschinenbaus.

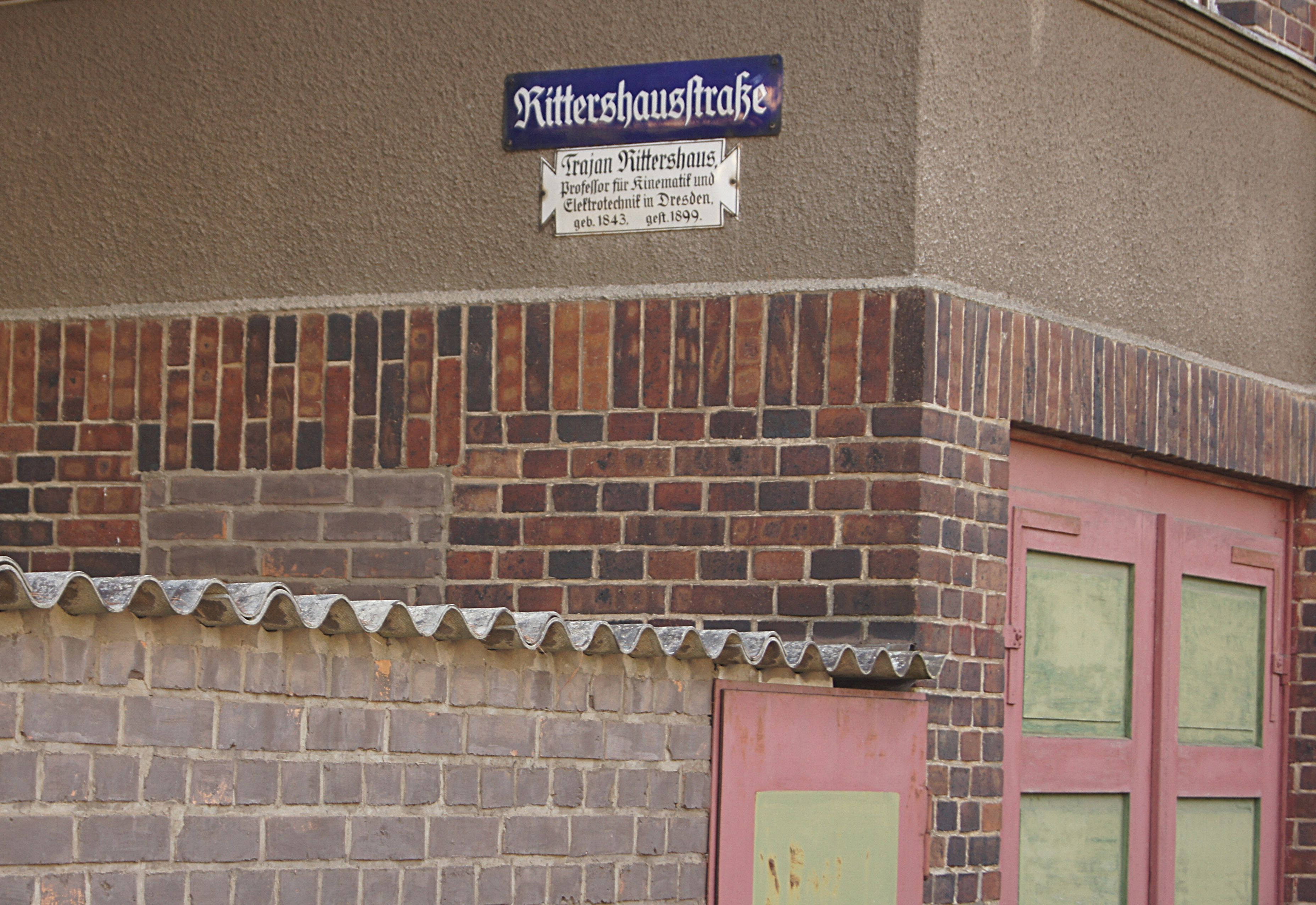
In Dresden ist die Rittershausstraße nach ihm benannt.

Nach Ableistung des Wehrdienstes erhielt er 1868 eine Assistentenstelle für Maschinenentwerfen an der Gewerbeakademie Berlin, wechselte anschließend in die Industrie als Konstrukteur in der Werkzeugmaschinenfabrik Gschwindt & Zimmermann in Karlsruhe und kehrte 1871 auf seine alte Assistentenstelle in Berlin zurück, wo er sich 1873 für Kinematik und verwandte Fächer habilitierte. Bereits ein Jahr später erhielt er einen Ruf an das Königlich-Sächsische Polytechnikum Dresden als außerordentlicher Professor für Kinematik und der Maschinenbaukunde verwandte Fächer. 1882 wurde er ordentlicher Professor. Als erster Professor einer technischen Hochschule nahm er die Konstruktionslehre elektrischer Maschinen in sein Lehrprogramm auf.
Trajan Rittershaus starb im Februar 1899 an einem Herzinfarkt. Er wurde auf dem Trinitatisfriedhof in Dresden beigesetzt. Er war Mitglied des Vereins Deutscher Ingenieure (VDI) und Gründungs- sowie Vorstandsmitglied des Dresdener Bezirksvereins des VDI, Mitglied des Sächsischen Ingenieur- und Architektenvereins, der Naturwissenschaftlichen Gesellschaft „Isis“ sowie von weiteren wissenschaftlichen und sozialen Vereinen.

## Wissenschaftliche Leistung
Angeregt durch die Arbeiten von Franz Reuleaux, die dieser später in Theorie des Maschinenwesens oder Kinematik zusammenfasste, entwickelte Rittershaus mathematische Lösungen komplizierter Bewegungen im Maschinenbau:
- 1874, Die Ellipsographen, veröffentlicht in: Verhandlungen des Vereins zur Beförderung des Gewerbefleißes in Preußen.
- 1876, Die kinematische Kette veröffentlicht in: Civilingenieur.
- 1877, Die Geradeführung des Watt'schen Parallelogramms veröffentlicht in: Zeitschrift des Vereins deutscher Ingenieure.
- 1878, Die kinematisch-geometrische Theorie der Beschleunigungen, veröffentlicht ebenda.
- 1879, Die Beschleunigung am Kurbelgetriebe, besonders wichtig zur Bestimmung von Massenwirkungen an Dampfmaschinen, veröffentlicht ebenda.
- 1879 und 1880, Die Kraftvermittler, veröffentl.icht in: Civilingenieur.
- 1880, Die Interferenzkurbelkette, veröffentlicht ebenda.
- 1883, Die Kurbelbeschleunigungscurve, veröffentlicht in: Zeitschrift des Vereins deutscher Ingenieure.

Mit Aufkommen der mechanischen Stromerzeugung für Beleuchtungszwecke erkannte Rittershaus nicht nur deren große Bedeutung mit Hilfe von Dynamomaschinen für Beleuchtungszwecke, sondern generell für die Energieübertragung. Durch Rittershaus wurde die Weiterentwicklung der Elektrotechnik Aufgabe des Maschinenbaus und Bestandteil der Disziplinen des Maschinenbaus an den technischen Hochschulen.
Das Professorenkollegium der Technischen Hochschule Dresden würdigte in einem Nachruf sein wissenschaftliches Wirken mit den Worten: Seinem regen Forschungseifer und seiner umfangreichen Kenntniß der wissenschaftlichen Litteratur verdankt die Maschinenwissenschaft besonders die Kinematik, Regulirungstheorie und Elektromechanik zahlreiche grundlegende Arbeiten, durch welche er neue Beziehungen nachgewiesen und neue Methoden eingeführt hat.

## Ehrungen
- 1891 wurde Trajan Rittershaus das Ritterkreuz I. Klasse des sächsischen Albrechts-Ordens verliehen.[5]
- In Dresden-Tolkewitz wurde nach ihm die Rittershausstraße benannt.[6]